# Chadwick (nome)
Chadwick  è un nome proprio di persona inglese maschile.

## Varianti
- Ipocoristici: Chad[1]

## Origine e diffusione
Riprende il cognome inglese Chadwick, a sua volta derivante dal nome di vari centri abitati dell'Inghilterra; etimologicamente, questi toponimi sono composti dal nome proprio Chad combinato col termine inglese antico wíc ("luogo", "posto"), col significato complessivo di "posto di Chad", "insediamento di Chad". 

## Onomastico
Il nome è adespota, ovvero non è portato da alcun santo; l'onomastico può essere festeggiato eventualmente il 1º novembre, giorno di Ognissanti.

## Persone

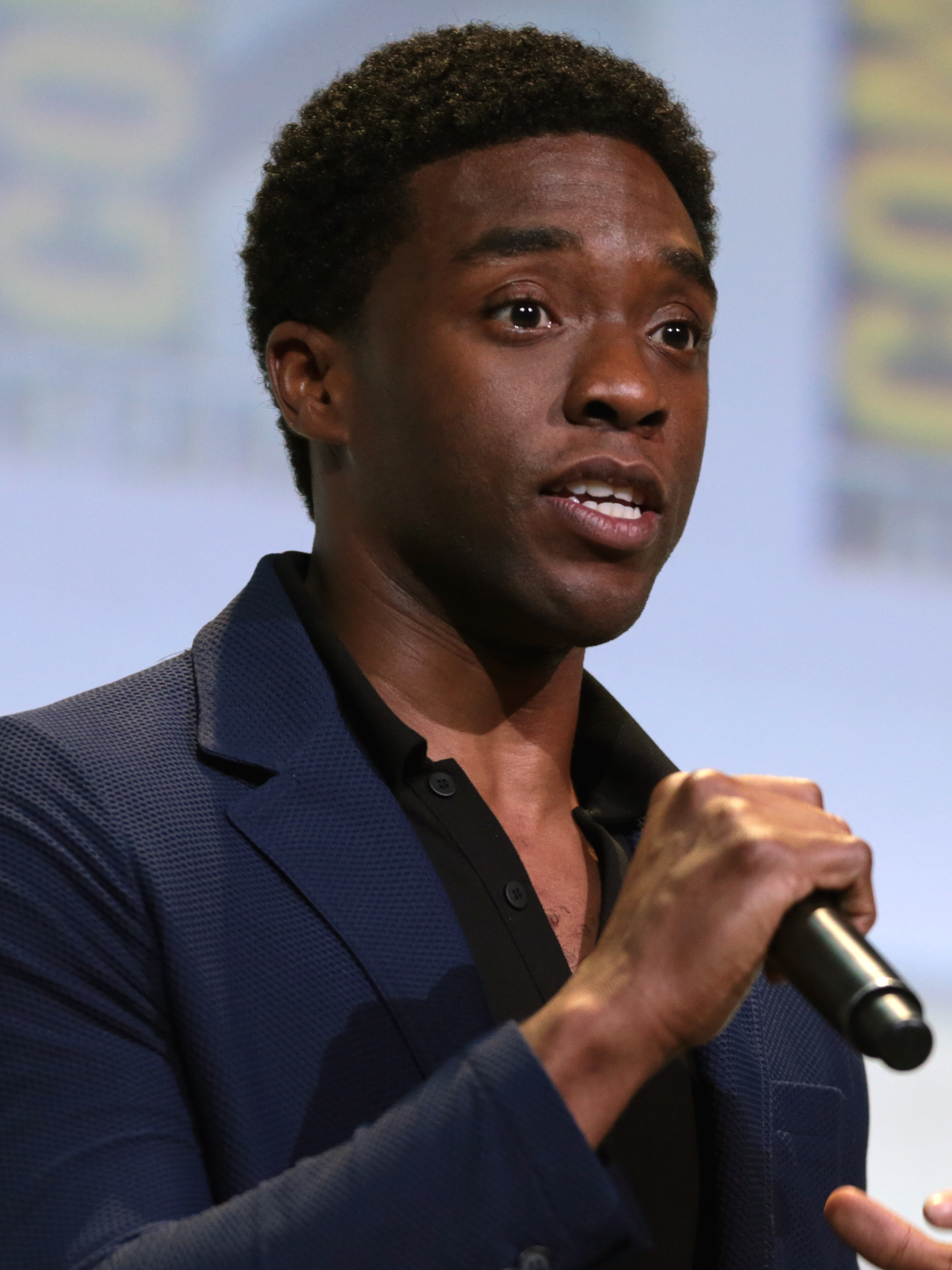
Chadwick Boseman

- Chadwick Boseman, attore statunitense
- Chadwick Brown, giocatore di football americano statunitense
- Chadwick Kinch, cestista statunitense
- Chadwick McQueen, attore, produttore cinematografico e pilota automobilistico statunitense
- Chadwick A. Trujillo, astronomo statunitense